# Snauri
Snauri (georgisch ზნაური bzw. ყორნისი Qornissi, ossetisch Знауыр Snauyr, russisch Знаури Snauri bzw. Знаур Snaur) ist eine Siedlung städtischen Typs in Südossetien.
Der Ort hieß ursprünglich Okona und wurde in der sowjetischen Periode, 1933, nach dem ossetischen Revolutionär Snaur Aidarow benannt; die georgische und die im Russischen gebräuchliche Form des Ortsnamens lautete fortan Snauri, die ossetische Snauyr. Nach Aufflammen des Konfliktes um Südossetien gaben die georgischen Behörden dem Ort 1991 den georgischen Namen Qornissi, der jedoch von den lokalen ossetischen Behörden nicht anerkannt wurde. Diese verwenden den bisherigen Namen weiter, im Russischen ist heute die Form Snaur ohne das „georgische“ End-i üblich.
Nach georgischem Recht gehört die Siedlung zur Munizipalität Kareli der Region Innerkartlien. Innerhalb der international nur von wenigen Staaten anerkannten Republik Südossetien ist Snauri Hauptort des nach ihm benannten Rajons Snaur, der bereits in der sowjetischen Periode als Teil des Südossetischen Autonomen Gebietes der Georgischen SSR existierte. Die örtliche Wirtschaft Snauris besteht aus Betrieben der Holzverarbeitung und Nahrungsmittelproduktion.
Einwohnerentwicklung
| Jahr | Einwohner |
| ---- | --------- |
| 1959 | 594       |
| 1970 | 694       |
| 1979 | 763       |
| 1989 | 755       |

Anmerkung: Volkszählungsdaten